# Koenigsegg Regera
Koenigsegg Regera — автомобиль, выпущенный в 2017 году шведской компанией Koenigsegg под контролем Кристиана фон Кёнигсегга.

## Характеристики
Максимальная скорость — 410 км/ч, разгон до 100 км/ч длится 2,8 секунды, вес автомобиля — 1590 кг. Гиперкар оснащен 5-литровым твин-турбо «V8», который развивает 1100 лошадиных сил и 1280 Нм крутящего момента при 4100 оборотах в минуту (в диапазоне 2700-6170 оборотов момент достигает 1000 Нм)
В силовую установку также входят три электромотора, разработанные фирмой YASA. Два из них расположены по одному в задних колесах (по 245 сил и 260 Нм каждый) и один на валу от ДВС (217 сил, 300 Нм). Для модели была разработана новая коробка передач, которая носит название Koenigsegg Direct Drive Transmission (KDD).
Питает электромотор комплект литиевых батарей. Ёмкость батарей — 9,27 кВт*ч, объем 67 л, а масса — 115 кг. На электротяге гиперкар может проехать от 35 до 50 км. Батареи заряжаются с помощью системы рекуперации энергии при торможении, или от розетки.
Автомобиль имеет задний привод, что немного ухудшает его управляемость по сравнению, например, с такими машинами, как Veyron или Chiron, но в то же время сильно снижает вес. .

## Мировой рекорд
23 сентября 2019 года автомобиль поставил рекорд 0-400-0 км/ч (0-249-0 миль/ч) с результатом 31,49 секунды. За рулем был тест-пилот Koenigsegg Сонни Перссон. Этот рекорд на 1,8 секунды быстрее предыдущего, поставленный также Koenigsegg. 
На разгон до 400 км/ч гиперкару потребовалось 22,87 секунды и 1613,2 метра трассы. Замедление до полной остановки заняло 8,62, а тормозной путь составил 435,26 метра. При этом автомобиль ехал даже не по прямой: из-за качества покрытия водителю приходилось объезжать неровности.